# Vicente Belda
Vicente Belda Vicedo (Alfafara, 12 september 1954) is een voormalig Spaans wielrenner.
Zijn grootste successen boekte Belda in de Ronde van Spanje, waar hij in 1978 en 1981 een etappe won. In 1981 eindigde hij er bovendien als derde in het eindklassement. In 1982 werd Belda in de Ronde van Spanje betrapt op het gebruik van methylfenidaat.
Na zijn wielerloopbaan werd Belda ploegleider bij Comunidad Valenciana en vanaf 2007 bij Fuerteventura-Canarias.

## Belangrijkste overwinningen
1977
- 7e etappe GP Wilhelm Tell

1978
- 18e etappe Ronde van Spanje
- Eindklassement Ronde van Cantabrië

1979
- 4e etappe Ruta del Sol
- Proloog en eindklassement Ronde van Valencia
- Eindklassement Ronde van Catalonië

1980
- 6e etappe Ronde van het Baskenland

1981
- 15e etappe Ronde van Spanje
- 4e etappe Ronde van Catalonië

1982
- 17e etappe Ronde van Italië
- 3e etappe Ronde van de Rioja
- Clásica a los Puertos de Guadarrama

1983
- 3e etappe Ronde van het Baskenland
- Subida al Naranco

1984
- 3e etappe en eindklassement Ronde van Galicië
- Subida a Urkiola

1985
- 8e en 10e etappe Ronde van Colombia

1987
- Catalaanse Week

## Resultaten in voornaamste wedstrijden
| Jaar | Ronde van Italië | Ronde van Frankrijk | Ronde van Spanje |
| ---- | ---------------- | ------------------- | ---------------- |
| 1978 |                  |                     | 21e (1)          |
| 1979 |                  |                     | 17e              |
| 1980 |                  | 20e                 | 10e              |
| 1981 |                  | 38e                 | ↑ (1)            |
| 1982 | opgave (1)       |                     | 18e              |
| 1983 |                  |                     | 9e               |
| 1984 |                  |                     | 8e               |
| 1985 |                  |                     | 18e              |
| 1986 |                  |                     | 30e              |
| 1987 |                  |                     | 6e               |
| 1988 |                  | 75e                 | 68e              |

| Jaar | Clásica San Sebastián |
| ---- | --------------------- |
| 1978 |                       |
| 1979 |                       |
| 1980 |                       |
| 1981 |                       |
| 1982 |                       |
| 1983 |                       |
| 1984 |                       |
| 1985 |                       |
| 1986 | 5e                    |
| 1987 |                       |
| 1988 |                       |